# Omega Pharma
Omega Pharma est une entreprise pharmaceutique belge fondée en 1987 qui produit et commercialise des médicaments en vente libre (over-the-counter)[réf. souhaitée]. Elle était cotée sur Euronext Belgique, indice BEL20, jusqu'au 29 décembre 2011.

## Histoire
Elle a été fondée en 1987 à Nazareth par deux anciens élèves de l'Université de Gand : Marc Coucke et Yvan Vindevogel.
En novembre 2014, Perrigo annonce l'acquisition de l'entreprise belge Omega Pharma pour 2,48 milliards d'euros.

## Critiques et procès
En 2008, à la suite de la commercialisation d'une puce censée réduire de façon significative les émissions de micro-ondes des smartphones, l'E-Waves Phone Chip, la société Omega Pharma est accusée de non-respect de l'éthique et de publicité mensongère par Test-Achat, un laboratoire indépendant belge.
En 2016, à la suite du rachat d'Omega Pharma par le groupe pharmaceutique américain Perrigo, ce dernier réclame 50 millions d'euros de dédommagements à son ancien patron, Marc Coucke, l'accusant d'avoir triché sur la comptabilité du groupe. Deux ans plus tard, en février 2018, l'entreprise pharmaceutique américano-israélienne Perrigo réclame au moins 1,9 milliard d'euros à Marc Coucke et au fond Waterland, accusant ces derniers d'avoir frauduleusement embelli les comptes d'Omega Pharma.

## Parrainage
Cyclisme : Omega Pharma parrainait de 2005 à 2011 l'équipe cycliste professionnelle Omega Pharma-Lotto d'abord sous les marques Davitamon, Predictor et Silence avant que le groupe n'utilise son propre nom en 2010. À la suite d'un désaccord avec la loterie Belge concernant l'évolution de l'équipe, elle a ensuite parrainé l'équipe cycliste Quick-Step (un précédent parrainage eût lieu avec cette équipe en 2003-2004 sous la marque Davitamon), devenant dès 2012 Omega Pharma-Quick-Step, puis Etixx Quick-Step en 2015, avant de rompre le parrainage fin 2016.  
Foot : Un temps annoncé comme le futur président du club de ligue 1, Losc Lille, Marc Coucke a parrainé le club français sous le sigle Etixx, une gamme d'Omega-pharma en 2014